# Костовецька сільська рада
Костовецька сільська рада — колишня адміністративно-територіальна одиниця та орган місцевого самоврядування у Брусилівському районі Київської округи, Київської та Житомирської областей Української РСР з адміністративним центром у селі Костівці.

## Населені пункти
Сільській раді на час ліквідації були підпорядковані населені пункти:
- с. Костівці

## Населення
Відповідно до перепису населення СРСР, станом на 17 грудня 1926 року, чисельність населення ради становила 568 осіб, з них, за статтю: чоловіків — 299, жінок — 269; етнічний склад: українців — 568. Кількість господарств — 118.

## Історія та адміністративний устрій
Створена 1923 року в с. Костівці Брусилівської волості Радомисльського повіту Київської губернії. На 16 січня 1923 року с. Костівці підпорядковувалося Лазарівській сільській раді Брусилівської волості. Відновлена 1925 року в с. Костівці Лазарівської сільської ради Брусилівського району Київської округи.
Станом на 1 вересня 1946 року сільська рада входила до складу Брусилівського району Житомирської області, на обліку в раді перебувало с. Костівці.
Ліквідована 11 серпня 1954 року, відповідно до указу Президії Верховної ради Української РСР «Про укрупнення сільських рад по Житомирській області», територію та с. Костівці приєднано до складу Містечківської сільської ради Брусилівського району Житомирської області.